# Dorfhain
Dorfhain je obec v německé spolkové zemi Sasko. Nachází se v zemském okrese Saské Švýcarsko-Východní Krušné hory a má přibližně 1 100 obyvatel.

## Geografie
Dorfhain leží jihozápadně od saského hlavního města Drážďany na okraji Tharandtského lesa ve východních Krušných horách. Zástavba se rozkládá nalevo od řeky Wilde Weißeritz. Severní hranici katastrálního území protíná železniční trať Drážďany – Werdau.

## Historie
Vesnice byla založena kolem roku 1300, první písemná zmínka však pochází až z roku 1351. V roce 2002 byl Dorfhain silně zasažen povodněmi.

## Správní členění
Dorfhain se oficiálně nedělí na místní části. Neoficiálně se člení na Großdorfhain, Kleindorfhain a Mitteldorfhain.

## Pamětihodnosti
- vesnický kostel
- vodní elektrárna z roku 1944

## Osobnosti
- Christoph Gottlob Grundig (1707–1780) – teolog, superintendent a publicista
- Alwin Böhme (1869–1949) – misionář a duchovní
- Helmut Petzold (1911–1996) – teolog, farář a kronikář obce Dorfhain